# オン・ザ・レベル
| 専門評論家によるレビュー | 専門評論家によるレビュー |
| レビュー・スコア         | レビュー・スコア         |
| 出典                     | 評価                     |
| ------------------------ | ------------------------ |
| Allmusic                 | [ 2 ]                    |

『オン・ザ・レベル』 (On The Level) は、ステイタス・クォーによる8枚目のスタジオアルバム。

## 解説
フランシス・ロッシ、リチャード・パーフィット、アラン・ランカスター、ジョン・コーランが参加している。アルバムのカバーアートには、エイムズ・ルームにいるメンバーが写っており、オリジナルのビニル盤には、インナースリーヴに、普段着姿の各メンバーが写った写真が掲載されている。
アルバムからの唯一のシングル「ダウン・ダウン」は、ロッシ/ヤングによるエディテッド・ヴァージョンである。このシングルは、バンドにとって唯一の全英1位に輝いた。B面には、パーフィット/ヤングによるアルバム収録曲「ナイトライド」が収録されている。
1975年2月にアルバムがリリースされた頃、グループはそのキャリアにおける最盛期を迎え、最多のセールスを記録した。アルバムは全英チャートで2週連続1位となっている。チャック・ベリー作の「バイ・バイ・ジョニー」を除き、全ての収録曲は、非公式の5人目のメンバーであるロバート・キース・ヤングを含むメンバーが作曲または共作した。

## 収録曲
1. リトル・レディ - Little Lady
演奏時間: 3:03、作曲: パーフィット
2. モースト・オブ・ザ・タイム - Most of the Time
演奏時間: 3:22、作曲: ロッシ、ヤング
3. アイ・ソウ・ザ・ライト - I Saw the Light
演奏時間: 3:40、作曲: ロッシ、ヤング
4. オーバー・アンド・ダン - Over and Done
演奏時間: 3:55、作曲: ランカスター
5. ナイトライド - Nightride
演奏時間: 3:54、作曲: パーフィット、ヤング
6. ダウン・ダウン - Down Down
演奏時間: 5:25、作曲: ロッシ、ヤング
7. ブロークン・マン - Broken Man
演奏時間: 4:14、作曲: ランカスター
8. ファット・トゥ・ドゥー - What to Do
演奏時間: 3:07、作曲: ロッシ、ヤング
9. フェア・アイ・アム - Where I Am
演奏時間: 2:45、作曲: パーフィット
10. バイ・バイ・ジョニー - Bye Bye Johnny
演奏時間: 5:21、作曲: ベリー

### 2005年リイシュー盤ボーナストラック
1. ダウン・ダウン (シングル・ヴァージョン) - Down Down [Single Version]
演奏時間: 3:50、作曲: ロッシ、ヤング
2. ロール・オーバー・レイ・ダウン (ライヴ) - Roll Over Lay Down [Live Version]
演奏時間: 5:41、作曲: ロッシ、パーフィット、ランカスター、コーラン、ヤング
3. ガーダンデュラ (ライヴ) - Gerdundula [Live Version]
演奏時間: 2:35、作曲: マンストン、ジェームズ
4. ジュニアズ・ウェイリング (ライヴ) - Junior's Wailing [Live Version]
演奏時間: 3:57、作曲: ホワイト、ピュー
5. ロードハウス・ブルース (ライヴ) - Roadhouse Blues [Live Version]
演奏時間: 12:24、作曲: モリソン、デンズモア、クリーガー、マンザレク - 12:24

## チャート
| チャート             | 年   | 最高 順位 |
| -------------------- | ---- | --------- |
| 全英アルバムチャート | 1975 | 1         |

## 担当
- フランシス・ロッシ - ギター、ヴォーカル
- リック・パーフィット - ギター、キーボード、キーボード、ヴォーカル
- アラン・ランカスター - ベース、ギター、ヴォーカル
- ジョン・コーラン - ドラム

| 先代 ヒズ・グレイテスト・ヒッツ by エンゲルベルト・フンパーディンク | UK 1位獲得アルバム 1975年3月1日 - 8日 | 次代 フィジカル・グラフィティ by レッド・ツェッペリン |